# 洛塔爾·倫杜利克
洛塔爾·倫杜利克（德語：Lothar Rendulic），1887年11月23日—1971年1月18日，是第二次世界大戰中德國國防軍的一位將領。他出身奧地利，出生於維也納新城。倫杜利克也是在德意志國防軍中軍銜最高的3位前奧地利軍官之一，另兩人為艾爾哈德·勞斯和亞歷山大·勒爾。

## 簡歷
- 1907年進入奧匈帝國的軍事學院學習。
- 1910年畢業後被任命為第99帝國皇家步兵團少尉，參加過一戰。
- 1933年，晉陞為上校。
- 1936年2月退休。
- 1938年，奧地利併入德國後，被任命為集團軍參謀長，參加了1939的波蘭戰役，在戰役結束後晉陞為少將。
- 1940年6月，出任第14步兵師師長，後調任第52師師長。參加了侵蘇戰爭，被晉陞為中將。
- 1942年，被調任為第35軍軍長，參加了庫爾斯克戰役。
- 1943年8月，來到西巴爾幹，解除了駐守南斯拉夫沿岸地區意大利佔領軍25萬士兵的武裝，後集中精力圍剿鐵托的游擊隊。
- 1944年4月1日晉陞為大將。6月出任第20山地集團軍司令。
- 1945年1月27日，出任北方集團軍群司令。4月6日，出任南方集團軍群司令。5月7日，向美軍投降。
- 1946年9月作為戰犯被送到紐倫堡受審，被判處20年有期徒刑。
- 1951年9月獲釋。1971年1月去世。著有回憶錄《滿懷信心的反擊》。

## 著作
- Rendulic, L: Gekämpft, gesiegt, geschlagen. (Fought, victorious, vanquished) Welsermühl Verlag, Wels and Heidelberg, 1952. 384 p.
- Rendulic, L: Glasenbach - Nürnberg - Landsberg, Leopold Stocker Verlag, Graz, 1953. 222 p.
- Rendulic, L: Weder Krieg noch Frieden. Eine Frage an die Macht. (Neither war nor peace. A question to the powers) Welsermühl Verlag, Munich and Wels, 1961. 250 p.
- Rendulic, L: Soldat in stürzenden Reichen. (Soldier in falling empires) Damm Verlag, Munich 1965. 483 p.
- Rendulic, L: Aus dem Abgrund in die Gegenwart. (From the abyss to the present) Verlag Ernst Ploetz, Wolfsberg, 1969. 259 p.